# Aphidicoline
L’aphidicholine est une drogue qui permet d'arrêter le cycle cellulaire en phase G1/S. C'est un inhibiteur de l'ADN polymérase. 